# Преображенський (Новосибірська область)
Преображенський (рос. Преображенский) — селище у Чулимському районі Новосибірської області Російської Федерації.
Входить до складу муніципального утворення Каяцька сільрада. Населення становить 0 осіб (2010).

## Історія
Згідно із законом від 2 червня 2004 року органом місцевого самоврядування є Каяцька сільрада.

## Населення
| 2002 | 2007 | 2010 |
| ---- | ---- | ---- |
| 49   | ↘40  | →40  |